# 維諾庫爾尼亞
48°46′5″N 28°33′1″E / 48.76806°N 28.55028°E
維諾庫爾尼亞（烏克蘭語：Винокурня），是烏克蘭的村落，位於該國西南部文尼察州，由圖利欽區負責管轄，始建於1962年，面積0.45平方公里，海拔高度292米，2001年人口187，人口密度每平方公里414.63人。